# Click (Kryptologie)
Als Click (Plural: Clicks; deutsch wörtlich: Der Klick oder das Klicken) wird in der Kryptologie, insbesondere bei der Kryptanalyse der während des Zweiten Weltkriegs von den deutschen Militärs eingesetzten Rotor-Schlüsselmaschine Enigma, ein mehrfach wiederholtes Auftreten von identischen Zeichen oder Zeichengruppen in zwei oder mehr unterschiedlichen Geheimtexten bezeichnet.
Clicks sind wichtige Indizien dafür, dass möglicherweise zwei oder mehr Geheimtexte „phasengleich“ (englisch in depth) ausgerichtet sind. Sie dienten den britischen Codebreakers im englischen Bletchley Park als Hilfsmittel, um in die deutsche Enigma-Verschlüsselung einzubrechen. Hierzu wurde insbesondere das kryptanalytische Verfahren des Banburismus eingesetzt, wobei spezielle Lochblätter, genannt Banbury-Sheets, verwendet wurden.